# Sistema Europeo de Bancos Centrales
El Sistema Europeo de Bancos Centrales (SEBC) está compuesto por el Banco Central Europeo (BCE) y los bancos centrales nacionales de todos los Estados de la Unión (UE) independientemente de si están integrados en la eurozona o no. El Tratado de la Unión Europea atribuye al SEBC las funciones de diseño y ejecución de la política monetaria de los países que conformen el área del euro. El objetivo primordial que el Tratado asigna al SEBC es el de mantener la estabilidad de precios, sin perjuicio de lo cual "apoyará las políticas económicas generales de la Comunidad". En principio se preveía que todos los Estados miembros de la UE se integraran en el euro, sin embargo al no ser así, la entidad encargada de la política monetaria en la zona euro ha pasado a ser el Eurosistema, mientras que el SEBC asumirá estas funciones en el momento en que todos los estados adopten el Euro.

## Miembros del SEBC
El SEBC se compone de los siguientes 27 bancos nacionales junto al BCE. La primera sección es una lista de aquellos que pertenecen a la eurozona (países que han adoptado el euro como moneda única). La segunda sección contiene aquellos que mantienen su propia moneda.
| Estado miembro          | Banco                                                  | Gobernador                  | Sitio Web |
| ----------------------- | ------------------------------------------------------ | --------------------------- | --------- |
| Miembros de la Eurozona |                                                        |                             |           |
| Eurozona                | Banco Central Europeo                                  | Christine Lagarde           |           |
| Alemania                | Deutsche Bundesbank                                    | Joachim Nagel               |           |
| Austria                 | Österreichische Nationalbank                           | Ewald Nowotny               |           |
| Bélgica                 | Nationale Bank van België/Banque nationale de Belgique | Jan Smets                   |           |
| Chipre                  | Kεντρική Τράπεζα της Κύπρου/Kıbrıs Merkez Bankasi      | Chrystalla Georghadji       |           |
| Croacia                 | Hrvatska narodna banka                                 | Boris Vujčić                |           |
| Eslovaquia              | Národná banka Slovenska                                | Jozef Makúch                |           |
| Eslovenia               | Banka Slovenije                                        | Boštjan Jazbec              |           |
| España                  | Banco de España                                        | José Luis Escrivá           |           |
| Estonia                 | Eesti Pank                                             | Ardo Hansson                |           |
| Finlandia               | Suomen Pankki/Finlands Bank                            | Erkki Liikanen              |           |
| Francia                 | Banque de France                                       | François Villeroy de Galhau |           |
| Grecia                  | Τράπεζα της Ελλάδος (trápeza tis eládos)               | Yannis Stournaras           |           |
| Irlanda                 | Central Bank of Ireland/Banc Ceannais na hÉireann      | Philip R. Lane              |           |
| Italia                  | Banca d'Italia                                         | Ignazio Visco               |           |
| Letonia                 | Latvijas Banka                                         | Mārtiņš Kazāks              |           |
| Lituania                | Lietuvos Bankas                                        | Vitas Vasiliauskas          |           |
| Luxemburgo              | Banque Centrale du Luxembourg                          | Gaston Reinesch             |           |
| Malta                   | Central Bank of Malta/Bank Ċentrali ta’ Malta          | Mario Vella                 |           |
| Países Bajos            | De Nederlandsche Bank                                  | Klaas Knot                  |           |
| Portugal                | Banco de Portugal                                      | Carlos Costa                |           |
| Fuera de la Eurozona    |                                                        |                             |           |
| Bulgaria                | Българска народна банка/Balgarska narodna banka        | Dimitar Radev               |           |
| Dinamarca               | Danmarks Nationalbank                                  | Lars Rohde                  |           |
| Hungría                 | Magyar Nemzeti Bank                                    | György Matolcsy             |           |
| Polonia                 | Narodowy Bank Polski                                   | Adam Glapiński              |           |
| República Checa         | Česká národní banka                                    | Jiří Rusnok                 |           |
| Rumania                 | Banca Națională a României                             | Mugur Isărescu              |           |
| Suecia                  | Sveriges Riksbank                                      | Stefan Ingves               |           |